# Піски (Богодухівський район)
Піски́ (інша назва — Чернецьке) — село в Україні, у Валківській міській громаді Богодухівського району Харківської області. Населення становить 83 осіб. До 2020 орган місцевого самоврядування  Черемушнянська сільська рада.

## Географія
Село Піски знаходиться на обох берегах річки Мжа в місці впадання в неї річки Карамушина, за 3 км від м. Валки. Через село проходить автомобільна дорога Р22. Примикає до села Катричівка.

## Історія
Село засновано на початку XVIII століття при впадінні річки Болгар у Мжу. Вперше згадується у 1724 році. Початково належало полковому осавулу Рубану. У 1728 році, після його смерті вдова подарувала село Харківському покрівському монастирю. Після того у селі стали селитися ченці. Звідси інша назва села — Чернецьке. Вони збудували у селі дерев'яну церкву Храм преподобного Прокопія. За переписом 1773 року в селі мешкало 173 особи.
У 1864 році це було козацьке село, у якому мешкало 174 особи і було 27 дворів.
З 1927 року належало до Литвинівської сільської ради. У 1930-ті роки тут існував колгосп «Вільне життя», який згодом став окремою бригадою литвинівського колгоспу «Вільне життя», а потім частиною черемушнянської «Червоної ниви».
У 1938 році поблизу села були знайдені поклади торфу.
У 1960-ті до Пісок було приєднано село Іванівку.
У 1980-ті неподалік села було збудовано корпуси Валківського дослідного виробничого фізико-технічного інституту низьких температур.
У 2000 році в селі налічувалося 40 дворів та 70 мешканців.
12 червня 2020 року, розпорядженням Кабінету Міністрів України № 725-р «Про визначення адміністративних центрів та затвердження територій територіальних громад Харківської області», увійшло до складу Валківської міської громади.
19 липня 2020 року, в результаті адміністративно-територіальної реформи та ліквідації Валківського району, село увійшло до складу Богодухівського району.